# Vanessa-Mae
Vanessa-Mae Vanakorn Nicholson (* 27. Oktober 1978 in Singapur) ist eine thailändisch-britische Geigerin und Skirennläuferin.

## Leben und Werdegang

### Kindheit und Jugend
Vanessa-Mae ist das Kind eines thailändischen Vaters und einer chinesischen Mutter. Sie wurde nach der Trennung ihrer Eltern von ihrem Stiefvater, dem Briten Graham Nicholson, adoptiert. 1982 zog sie nach London und erhielt zusätzlich zu ihrer thailändischen noch die britische Staatsbürgerschaft.

### Musikkarriere
Bereits mit drei Jahren begann Vanessa-Mae Klavier zu spielen und mit fünf Jahren Geige. Im Alter von acht Jahren nahm sie für ein halbes Jahr Violinunterricht in China. In ihrem zehnten Lebensjahr spielte sie 1988 mit dem London Philharmonic Orchestra. Ein Jahr später wurde sie in das Royal College of Music in London aufgenommen. In Deutschland erlangte sie erste Bekanntheit durch ihr 1995 erschienenes Album The Violin Player, worauf unter anderen das Stück Toccata und Fuge d-Moll BWV 565 enthalten ist. Am 30. Juni 1997 war sie die einzige ausländische Künstlerin, die bei der Vereinigungszeremonie von Hongkong und der Volksrepublik China auftreten durfte. Sie spielt sowohl auf klassischen (unter anderen von Giovanni Battista Guadagnini) als auch auf elektrischen Violinen, wie beispielsweise auf dem Album Xpectation (2003) von Prince.

### Sportkarriere

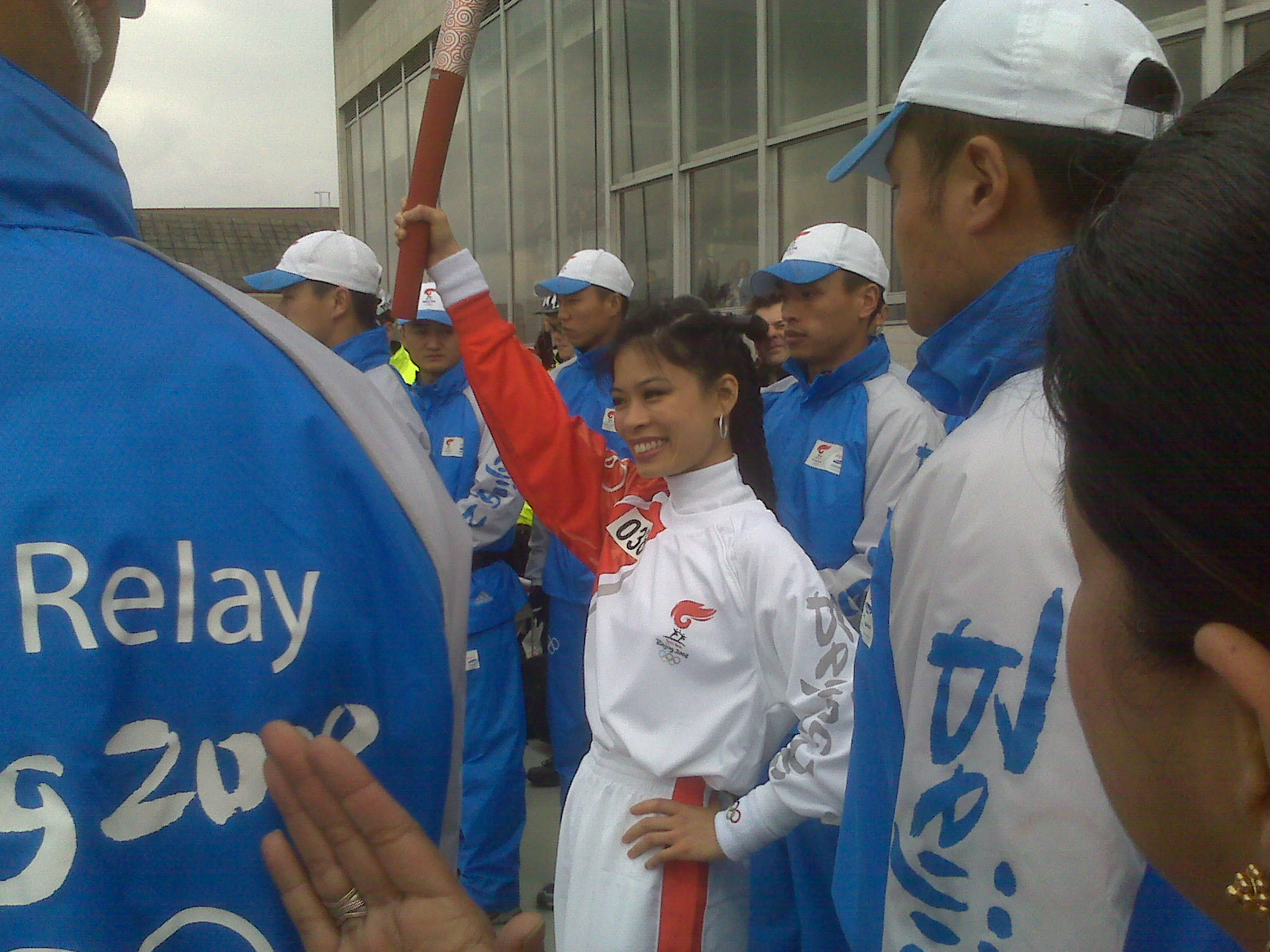
Vanessa-Mae beim Olympischen Fackellauf in London (2008)

Mit vier Jahren begann Vanessa-Mae mit dem Skifahren. Im Jahr 2006 war sie zum ersten Mal in Zermatt. In den folgenden Jahren besuchte sie das Schweizer Bergdorf regelmäßig im Sommer. Seit September 2009 hat sie dort ihren ersten Wohnsitz. In Zermatt verfolgte sie ihr Ziel, sich für die Olympischen Winterspiele 2014 im Slalom und Riesenslalom für Thailand, das Heimatland ihres Vaters, zu qualifizieren. Länder, die keinen Fahrer unter den Top 500 der Rangliste haben, dürfen laut Reglement pro Geschlecht jeweils einen Vertreter entsenden, sofern der Läufer in der entsprechenden Disziplin die geforderten 140 FIS-Punkte erreicht.
Im Januar 2014 wurde bekannt, dass Vanessa-Mae mit ihrem Vorhaben erfolgreich war. Im Ski Alpin war sie die erste Thailänderin bei Olympischen Winterspielen. Sie qualifizierte sich für den Slalom und den Riesenslalom. Sie trat unter dem Namen ihres Vaters Vanakorn an, startete jedoch nur im Riesenslalom. Diesen beendete sie auf Rang 67, rund 50 Sekunden hinter der Olympiasiegerin Tina Maze. Damit war sie die Letzte der platzierten Starterinnen.
Im November 2014 wurde Vanessa-Mae vom Internationalen Skiverband (FIS) für vier Jahre gesperrt. Die FIS sah es als erwiesen an, dass bei den Rennen, bei denen sie die für die Olympiaqualifikation nötigen FIS-Punkte holte, zu ihren Gunsten manipuliert wurde. Der Internationale Sportgerichtshof folgte diesen Vorwürfen nicht und hob die Sperre im Juni 2015 wieder auf. Für die erlittene Rufschädigung zahlte die FIS einen hohen Betrag, den sie spendete. Ihr letztes Rennen bestritt sie im Januar 2018, seitdem ist sie als Rennläuferin nicht mehr in Erscheinung getreten.

### Filmauftritt
Im Fantasyfilm Arabian Nights – Abenteuer aus 1001 Nacht spielte Vanessa-Mae die Rolle der Prinzessin Zobeide.

### Sonstiges
Im Oktober 2011 führte Vanessa-Maes Auftritt auf der Geburtstagsfeier des tschetschenischen Präsidenten Ramsan Kadyrow – dem schwere Menschenrechtsverletzungen vorgeworfen werden – zu Kritik unter anderem von der Menschenrechtsorganisation Human Rights Watch.

## Sportliche Erfolge

### Olympische Winterspiele
- Sotschi 2014: 67. Riesenslalom

### Weitere Erfolge
- 2 Platzierungen unter den besten 10 bei FIS-Rennen

## Auszeichnungen
- 1995 – Bambi
- 1996 – Best Female Solo Pop Artist
- 1996 – Eine der 50 schönsten Frauen nach der Zeitschrift People
- 1997 – Echo Klassik für Best seller of the year for classical music
- 2003 – Benennung eines Asteroiden nach ihr: (10313) Vanessa-Mae[16]

## Diskografie

### Studioalben
| Jahr | Titel                             | Höchstplatzierung, Gesamtwochen, AuszeichnungChartplatzierungen (Jahr, Titel, Platzierungen, Wochen, Auszeichnungen, Anmerkungen) | Höchstplatzierung, Gesamtwochen, AuszeichnungChartplatzierungen (Jahr, Titel, Platzierungen, Wochen, Auszeichnungen, Anmerkungen) | Höchstplatzierung, Gesamtwochen, AuszeichnungChartplatzierungen (Jahr, Titel, Platzierungen, Wochen, Auszeichnungen, Anmerkungen) | Höchstplatzierung, Gesamtwochen, AuszeichnungChartplatzierungen (Jahr, Titel, Platzierungen, Wochen, Auszeichnungen, Anmerkungen) | Anmerkungen                        |
| Jahr | Titel                             | DE | AT | CH | UK | Anmerkungen                        |
| ---- | --------------------------------- | --- | --- | --- | --- | ---------------------------------- |
| 1995 | The Violin Player                 | DE20 Gold · (40 Wo.)DE | AT1 Platin · (32 Wo.)AT | CH14 Gold · (18 Wo.)CH | UK11 Gold · (27 Wo.)UK | Erstveröffentlichung: Februar 1995 |
| 1996 | The Classical Album 1             | DE69 (6 Wo.)DE | AT20 (16 Wo.)AT | CH32 (9 Wo.)CH | UK47 (5 Wo.)UK | Erstveröffentlichung: Oktober 1996 |
| 1997 | Storm                             | DE55 (14 Wo.)DE | AT4 Gold · (15 Wo.)AT | CH26 (13 Wo.)CH | UK27 Silber · (10 Wo.)UK | Erstveröffentlichung: Oktober 1997 |
| 1998 | China Girl: The Classical Album 2 | DE29 (13 Wo.)DE | AT31 (2 Wo.)AT | CH35 (2 Wo.)CH | UK56 (3 Wo.)UK | Erstveröffentlichung: Februar 1998 |
| 2001 | Subject to Change                 | DE52 (5 Wo.)DE | AT39 (6 Wo.)AT | CH58 (10 Wo.)CH | UK58 (2 Wo.)UK | Erstveröffentlichung: Mai 2001     |
| 2004 | Choreography                      | — | — | — | UK66 (1 Wo.)UK | Erstveröffentlichung: Oktober 2004 |

Weitere Alben
- 1990: Violin
- 1991: Kids’ Classics
- 1991: Tchaikovsky & Beethoven Violin Concertos
- 1998: The Original Four Seasons and the Devil’s Trill Sonata
- 2000: The Classical Collection: Part 1
- 2002: The Best of
- 2003: The Ultimate
- 2007: Platinum Collection

### Singles
| Jahr | Titel Album                                                                           | Höchstplatzierung, Gesamtwochen, AuszeichnungChartplatzierungen (Jahr, Titel, Album, Platzierungen, Wochen, Auszeichnungen, Anmerkungen) | Höchstplatzierung, Gesamtwochen, AuszeichnungChartplatzierungen (Jahr, Titel, Album, Platzierungen, Wochen, Auszeichnungen, Anmerkungen) | Anmerkungen                         |
| Jahr | Titel Album                                                                           | DE | UK | Anmerkungen                         |
| ---- | ------------------------------------------------------------------------------------- | --- | --- | ----------------------------------- |
| 1994 | Toccata & Fuge The Violin Player                                                      | DE40 (8 Wo.)DE | UK16 (12 Wo.)UK | Erstveröffentlichung: Dezember 1994 |
| 1995 | Red Hot The Violin Player                                                             | — | UK37 (2 Wo.)UK | Erstveröffentlichung: Mai 1995      |
| 1995 | Classical Gas The Violin Player                                                       | — | UK41 (2 Wo.)UK | Erstveröffentlichung: Dezember 1995 |
| 1996 | I’m a Doun for Lack O’ Johnnie The Classical Album 1                                  | — | UK28 (2 Wo.)UK | Erstveröffentlichung: Oktober 1996  |
| 1997 | Storm                                                                                 | — | UK54 (2 Wo.)UK | Erstveröffentlichung: Oktober 1997  |
| 1997 | I Feel Love Storm                                                                     | — | UK41 (2 Wo.)UK | Erstveröffentlichung: Dezember 1997 |
| 1998 | The Devil’s Trill / Reflection The Original Four Seasons and the Devil’s Trill Sonata | — | UK53 (2 Wo.)UK | Erstveröffentlichung: Dezember 1998 |
| 2001 | White Bird Subject to Change                                                          | — | UK66 (1 Wo.)UK | Erstveröffentlichung: Juli 2001     |

## Auszeichnungen für Musikverkäufe
| Goldene Schallplatte - Belgien - 1996: für das Album The Violin Player - Neuseeland - 1995: für das Album The Violin Player - Niederlande - 1997: für das Album The Classical Album 1 - Polen - 2000: für das Album The Original Four Seasons and the Devil’s Trill Sonata - Spanien - 1997: für das Album The Violin Player | Platin-Schallplatte - Europa - 1997: für das Album The Violin Player - Finnland - 1996: für das Album The Violin Player - Niederlande - 1996: für das Album The Violin Player - Polen - 1995: für das Album The Violin Player - 1997: für das Album The Classical Album 1 |

Anmerkung: Auszeichnungen in Ländern aus den Charttabellen bzw. Chartboxen sind in ebendiesen zu finden.
| Land/RegionAuszeichnungen für Musikverkäufe (Land/Region, Auszeichnungen, Verkäufe, Quellen) | Silber  | Gold     | Platin     | Verkäufe  | Quellen                   |
| -------------------------------------------------------------------------------------------- | ------- | -------- | ---------- | --------- | ------------------------- |
| Belgien (BRMA)                                                                               | —       | Gold1    | —          | 25.000    | ultratop.be               |
| Deutschland (BVMI)                                                                           | —       | Gold1    | —          | 250.000   | musikindustrie.de         |
| Europa (IFPI)                                                                                | —       | —        | Platin1    | 1.000.000 | ifpi.org                  |
| Finnland (IFPI)                                                                              | —       | —        | Platin1    | 54.251    | ifpi.fi                   |
| Neuseeland (RMNZ)                                                                            | —       | Gold1    | —          | 7.500     | aotearoamusiccharts.co.nz |
| Niederlande (NVPI)                                                                           | —       | Gold1    | Platin1    | 45.000    | nvpi.nl                   |
| Österreich (IFPI)                                                                            | —       | Gold1    | Platin1    | 75.000    | ifpi.at                   |
| Polen (ZPAV)                                                                                 | —       | Gold1    | 2× Platin2 | 250.000   | olis.pl                   |
| Schweiz (IFPI)                                                                               | —       | Gold1    | —          | 25.000    | hitparade.ch              |
| Spanien (Promusicae)                                                                         | —       | Gold1    | —          | 50.000    | elportaldemusica.es       |
| Vereinigtes Königreich (BPI)                                                                 | Silber1 | Gold1    | —          | 160.000   | bpi.co.uk                 |
| Insgesamt                                                                                    | Silber1 | 9× Gold9 | 6× Platin6 |           |                           |